# 陸紹琦
陸紹琦（？—1739年），字儆巖，號景韓，浙江嘉興府嘉興縣人，清朝政治人物。

## 生平
康熙四十八年（1708年）己丑科進士，選庶吉士，散館授檢討。雍正元年（1723年）出督廣西學政。官至太常寺卿。